# 広島県立大門高等学校
広島県立大門高等学校（ひろしまけんりつだいもんこうとうがっこう）は、広島県福山市幕山台にある県立の高等学校。
全日制普通科で、2003年より理数コースも設置されている。

## 概要

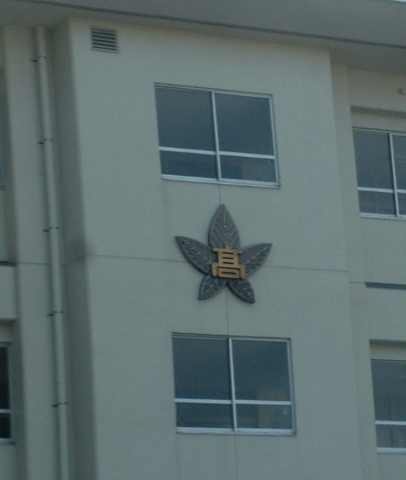
広島県立大門高等学校校章
（校舎外壁）2005年11月27日撮影

校名の由来
現在は福山市幕山台にあるが、設立当初は福山市大門町大門にあったため、この名称が付けられた。
歴史
1975年（昭和50年）に創立。2015年（平成27年）に創立40周年を迎えた。
校是
「熱意・創意・誠意」
校章
広島県の県花であるモミジの葉をデザイン化したものを使用。

## 沿革
- 1975年（昭和50年）4月7日 -「広島県立大門高等学校」（現校名）として開校。
- 1976年（昭和51年）4月 - 第9学区総合選抜制が導入され、市内5校[1]で総合選抜を開始。
- 1988年（昭和63年）4月 - 第9学区が東西に分けられ、第9学区東部に属し市内3校[2]で総合選抜を開始。
- 1998年（平成10年）4月1日 - 総合選抜を廃止し、単独選抜を開始（1998年入学生から）。
- 2003年（平成15年）4月1日 - 普通科理数コース（1学級）を導入。

## 著名な出身者
- 岡本泰彦 - ライク創業者・代表取締役社長（東証1部上場）
- 羽原信義 - アニメ演出家
- 金児憲史 - 俳優（石原プロモーションを経て現在はスタッフ・アップグループのスタッフ・テンに所属）
- 巽希和 - タカラジェンヌ（宙組、男役）、宝塚歌劇団83期生
- SJ（坂本純一） - お笑い芸人（GAG）

## 交通
- JR西日本 山陽本線:「大門駅」北口より徒歩20分。

## 主な大会の最高順位
- 全国高等学校クイズ選手権（日本テレビ系列のクイズ番組）3位（1986年）